# 踊るツインズ
『踊るツインズ』（おどるツインズ、原題：Judwaa）は、1997年に公開されたインドのロマンティック・コメディ映画。デーヴィド・ダワンが監督を務め、サルマーン・カーン、カリシュマ・カプール、ランバーが出演している。1994年公開の『Hello Brother』のリメイクである。

## キャスト
- ラジャ、プレム・マルホトラ - サルマーン・カーン
- マラ・シャルマ - カリシュマ・カプール
- ルパ - ランバー
- サンダリ・バトワニ - ビンドゥ（英語版）
- シャルマ・サーブ - カディル・カーン（英語版）
- ランジーラ - シャクティ・カプール（英語版）
- ハヴァルダール・ヴィディヤルディ - アヌパム・カー
- ハヴァルダール - サティーシュ・シャー（英語版）
- 若いころのラジャ - オムカル・カプール（英語版）
- ラタナル・タイガー - ムケーシュ・リシ（英語版）
- S・P・マルホトラ - ダリップ・タヒル（英語版）
- ラジャ、プレムの母 - リーマ・ラグー（英語版）
- 宝石商 - ディネーシュ・ヒングー（英語版）（ゲスト出演）
- ホテルのウェイター - ラーム・セティ（英語版）（ゲスト出演）

## 興行収入
Box Office Indiaによると、本作は好調なスタートを記録した。インド国内の興行収入は2億3390万ルピーを記録した。そのうち国内純利益は1億3140万ルピーとなっており、同年の興行成績は第9位を記録している。海外の興行収入は25万ドルを記録し、合計興行収入は2億4280万ルピーとなった。

## リブート
2016年2月9日に本作のリブートとなる『Judwaa 2』の製作が発表された。監督はダワンが再び務め、主演には彼の息子ヴァルン・ダワンが起用された。映画は2017年9月29日に公開された。